# Cosmosoma durca
Cosmosoma durca är en fjärilsart som beskrevs av William Schaus 1896. Cosmosoma durca ingår i släktet Cosmosoma och familjen björnspinnare. Inga underarter finns listade i Catalogue of Life.